# Alejandra García
Alejandra García Flood  (née le 13 juin 1973 à Buenos Aires) est une athlète argentine, spécialiste du saut à la perche. Multiple championne au niveau continental, elle possède l'un des plus beaux palmarès de l'athlétisme féminin argentin.

## Biographie

### Jeunesse
Alejandra García commence l'athlétisme à l'âge de 12 ans et pratique le sprint. Souvent blessée, elle se tourne vers d'autres disciplines sous la houlette d'Eduardo Blanco, son entraîneur de 1988 à 1998. 
Athlète polyvalente, Alejandra García se distingue entre 1990 et 1996 aussi bien au saut en hauteur qu'à la longueur, au 100 m haies ou à l'heptathlon, comme l'attestent ses différents titres nationaux et trois podiums internationaux durant cette période.

### Saut à la perche
En 1995 elle participe aux Jeux panaméricains, où elle réalise son record personnel à l'heptathlon. Aux championnats d'Amérique du Sud, le saut à la perche se trouve pour la première fois au programme, et l'Argentine s'adjuge le titre.
En 1996 elle se consacre au saut en hauteur en vue des Jeux olympiques, mais malgré un record personnel à 1,87 m elle n'est pas retenue. Elle décide alors de se consacrer exclusivement à la perche.
En 1997 elle obtient la médaille d'argent aux championnats d'Amérique du Sud derrière l'Uruguayenne Déborah Gyurcsek, de même qu'en 1998 lors des championnats ibéro-américains, battue aux essais par Dana Cervantes. Elle possède alors un record à 4,16 m.

### Succès continentaux
En 1999, elle fait progresser le record d'Argentine à 4,35 m le 5 juin, puis 4,41 m le 12 juin à Buenos Aires. À la fin du mois à Bogotá elle récupère son titre de championne d'Amérique du Sud en surclassant ses adversaires, Gyurcsek et la toute jeune Fabiana Murer. Le 25 juillet 1999 elle remporte les Jeux panaméricains de Winnipeg, devançant Kellie Suttle et Gyurcsek et réalise ainsi son principal objectif de la saison. Elle dispute les championnats du monde et s'y classe onzième avec un saut à 4,25 m, ce qui restera son meilleur résultat en championnats du monde.
En fin d'année elle s'adjoint les services du père du perchiste Igor Potapovich pour préparer les Jeux olympiques d'été de 2000 de Sydney. Début 2000 elle effectue une tournée en Australie, au cours de laquelle elle bat les championnes du moment Emma George et Stacy Dragila. Le 20 février elle ajoute un centimètre à son record d'Amérique du Sud pour le porter à 4,42 m à Sydney. Lors des Jeux, elle échoue par trois fois à 4,25 m et ne peut se qualifier pour la finale.
Alejandra García enchaîne les succès continentaux jusqu'en 2004, où elle améliore son record qui datait de quatre ans pour le placer à 4,43 m lors de la réunion de Santa Fe, à sa seconde tentative. Aux Jeux olympiques d'Athènes elle se qualifie pour la finale en franchissant une barre à 4,40 m et termine treizième.

### Fin de carrière
L'Argentine se fait progressivement dépasser par la Brésilienne Fabiana Murer mais obtient des podiums sud-américains jusqu'en 2009. Après avoir obtenu un dernier titre national en 2011, où elle égale son record des championnats de 2002, et une sixième place aux Jeux panaméricains à l'âge de 38 ans, elle se retire de la compétition en 2012.

### Palmarès
| Date | Compétition                    | Lieu           | Résultat | Épreuve  | Performance |
| ---- | ------------------------------ | -------------- | -------- | -------- | ----------- |
| 1993 | Championnats d'Amérique du Sud | Lima           | 2e       | Hauteur  | 1,84 m      |
| 1994 | Championnats ibéro-américains  | Mar del Plata  | 3e       | Longueur | 6,13 m      |
| 1995 | Championnats d'Amérique du Sud | Manaus         | 1re      | Perche   | 3,10 m      |
| 1996 | Championnats ibéro-américains  | Medellín       | 3e       | Hauteur  | 1,83 m      |
| 1997 | Championnats d'Amérique du Sud | Mar del Plata  | 2e       | Perche   | 3,50 m      |
| 1998 | Championnats ibéro-américains  | Lisbonne       | 2e       | Perche   | 3,95 m      |
| 1999 | Championnats d'Amérique du Sud | Bogota         | 1re      | Perche   | 4,30 m      |
| 1999 | Jeux panaméricains             | Winnipeg       | 1re      | Perche   | 4,30 m      |
| 2000 | Championnats ibéro-américains  | Rio de Janeiro | 1re      | Perche   | 4,30 m      |
| 2001 | Championnats d'Amérique du Sud | Manaus         | 1re      | Perche   | 4,00 m      |
| 2002 | Championnats ibéro-américains  | Guatemala      | 1re      | Perche   | 4,25 m      |
| 2003 | Championnats d'Amérique du Sud | Barquisimeto   | 1re      | Perche   | 4,20 m      |
| 2004 | Championnats ibéro-américains  | Huelva         | 2e       | Perche   | 4,30 m      |
| 2006 | Championnats d'Amérique du Sud | Tunja          | 3e       | Perche   | 4,00 m      |
| 2007 | Championnats d'Amérique du Sud | São Paulo      | 2e       | Perche   | 4,20 m      |
| 2008 | Championnats ibéro-américains  | Iquique        | 3e       | Perche   | 4,00 m      |
| 2009 | Championnats d'Amérique du Sud | Lima           | 3e       | Perche   | 4,10 m      |

#### National
- Perche : 1995 à 2005, 2010, 2011
- 100 m haies : 1995, 1996
- Hauteur : 1992, 1996
- Longueur : 1995, 1996
- Heptathlon : 1990[2].

### Records
| Épreuve          | Performance | Lieu          | Date             |
| ---------------- | ----------- | ------------- | ---------------- |
| Saut à la perche | 4,43 m (RN) | Santa Fe      | 3 avril 2004     |
| Saut en hauteur  | 1,87 m      | Buenos Aires  | 21 avril 1996    |
| Saut en longueur | 6,19 m      | Mar del Plata | 18 novembre 1995 |
| 100 m haies      | 13 s 84     | Buenos Aires  | 20 avril 1996    |
| Heptathlon       | 5 139 pts   | Mar del Plata | 22 mars 1995     |